# 1475 Yalta
1475 Yalta è un asteroide della fascia principale. Scoperto nel 1935, presenta un'orbita caratterizzata da un semiasse maggiore pari a 2,3494514 au e da un'eccentricità di 0,1686796, inclinata di 4,50397° rispetto all'eclittica.
L'asteroide è dedicato a Jalta, città della Crimea.